# Lhommaizé
Lhommaizé [lɔmɛze] ist ein westfranzösischer Ort und eine Gemeinde mit 912 Einwohnern (Stand: 1. Januar 2022) im Département Vienne in der Region Nouvelle-Aquitaine. Die Gemeinde gehört zum Arrondissement Montmorillon und zum Kanton Lussac-les-Châteaux. Die Einwohner werden Lhommaizéens genannt.

## Lage
Lhommaizé liegt etwa 25 Kilometer südöstlich von Poitiers am Fluss Dive. Umgeben wird Lhommaizé von den Nachbargemeinden Valdivienne im Norden und Nordosten, Civaux im Osten, Verrières im Süden, Saint-Laurent-de-Jourdes im Südwesten, Dienné im Westen sowie Fleuré im Nordwesten.
Durch die Gemeinde führt die Nationalstraße N 147.

## Bevölkerungsentwicklung
| Jahr                      | 1962 | 1968 | 1975 | 1982 | 1990 | 1999 | 2006 | 2013 |
| Einwohner                 | 805  | 723  | 661  | 682  | 686  | 761  | 802  | 839  |
| Quelle: Cassini und INSEE |      |      |      |      |      |      |      |      |

## Sehenswürdigkeiten

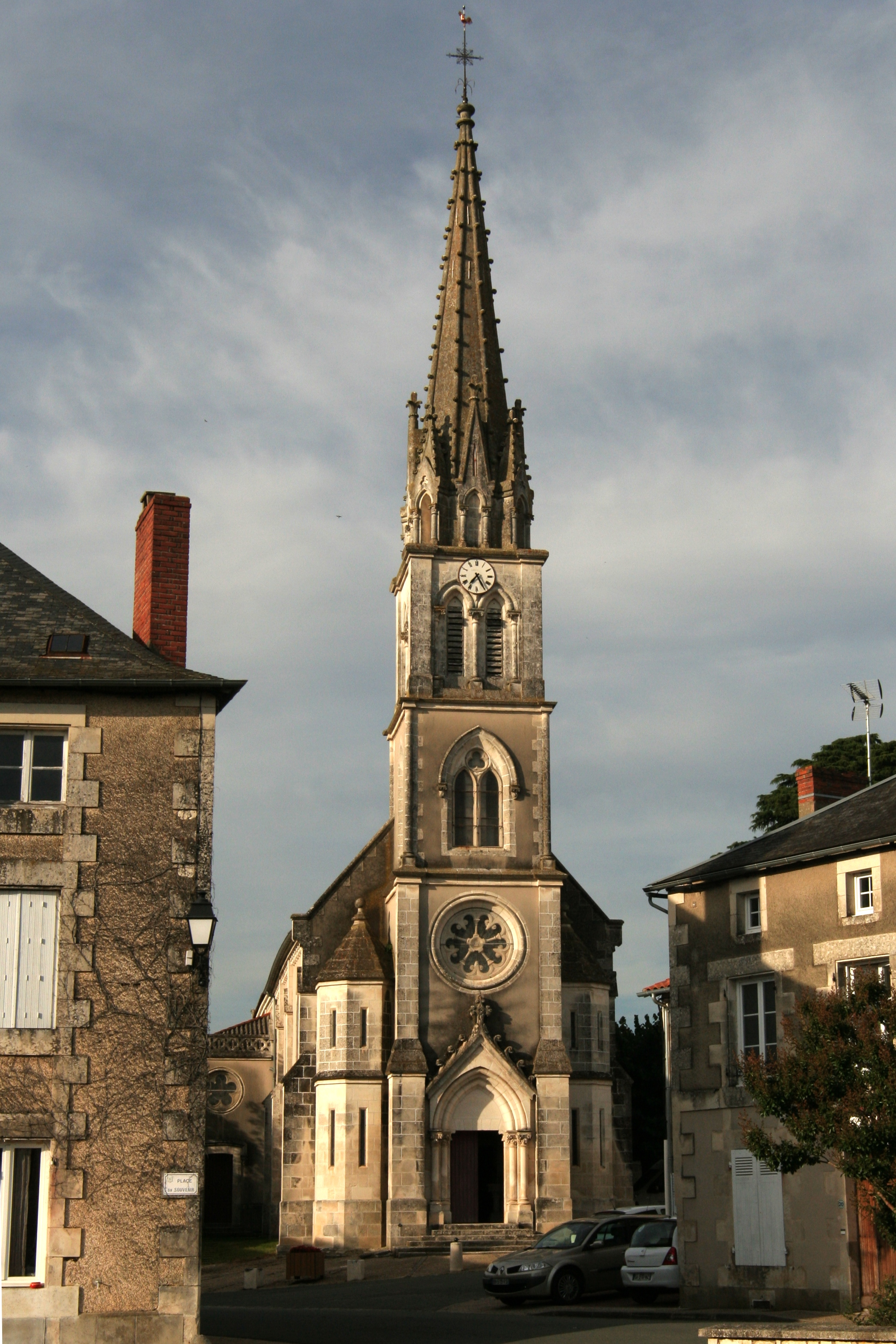
Kirche Saint-Jean-Baptiste

Siehe auch: Liste der Monuments historiques in Lhommaizé
- Kirche Saint-Jean-Baptiste aus dem 19. Jahrhundert
- Schloss La Forge aus dem 18. Jahrhundert, seit 1991 Monument historique

## Persönlichkeiten
- Michel-Robert Penchaud (1772–1832), Architekt